# Douwe van der Zweep
Douwe Jan van der Zweep (Utrecht, 10 april 1890 - aldaar, 4 februari 1975) was een Nederlands kunstenaar.

## Biografie
Van der Zweep werd in zijn jeugdjaren opgeleid tot lithograaf in Utrecht. Daarnaast volgde hij in die plaats onderwijs aan de Kunstnijverheidsschool. Vanaf circa 1913 tot aan zijn pensioen in 1955 was Van der Zweep als anatomisch illustrator verbonden aan de Rijks Veeartsenijschool.
In zijn vrije tijd ontwikkelde hij zich al vroeg, mede gestimuleerd door zijn vriend Gerrit Rietveld, verder als amateur-kunstenaar waarbij hij abstracte vormgevingen hanteerde in zijn tekeningen en schilderijen. Onderwijl sloot hij zich in 1922 aan bij het Amsterdamse kunstenaarscollectief De Onafhankelijken.
Kort voor zijn pensionering, begin 1954, werd werk van Van der Zweep getoond in De Utrechtse Kring. De gemeente Utrecht kocht "Schepen", een van die werken aan. Rond die tijd werd hij een van De Progressieven, een kortdurend Utrechts kunstcollectief rond 1955, met onder andere Gérard Grassère, Engelbert L'Hoëst, Luigi de Lerma en Antoinette Gispen. Eind 1954 en halverwege 1955 hadden zij een gezamenlijke expositie in het Centraal Museum Utrecht en Slot Zeist. Het publiek wist het werk van Van der Zweep het beste te waarderen.
Van der Zweep is als vrij kunstenaar vrijwel zijn gehele leven in de marge van de kunstwereld gebleven. Mede door Jopie Moesman volgt er kort voor zijn dood in 1975 in zekere mate erkenning en twee tentoonstellingen (waarvan de catalogus van die in 1975 werd samengesteld door Jan Juffermans).

## Persoonlijk
Van der Zweep was van Friese afkomst. Zijn ouders, Wybe en Entje van der Zweep-Eijsma, verhuisden rond 1885 met hun twee zoontjes, van Leeuwarden naar Utrecht. Daar kregen ze nog twee zonen, waarvan Douwe de jongste was, en twee nog jongere dochters. Douwes oudste broer Auke werkte ook voor de Rijksuniversiteit Utrecht. Hij maakte kaarten voor het Geografisch Instituut en schilderde heraldische wapens. Douwe Jan van der Zweep trouwde met Jacoba (Co) Zwaagstra.

## Exposities
- 1974: Kunsthandel F. Kleijn, Utrecht (met catalogus: Douwe van der Zweep. Expositie schilderijen, tekeningen en grafiek 1910-1960. [Utrecht, 1974].)
- 1975: Collection d'art, Amsterdam (met catalogus: Nieuwe beelding, Utrecht. Werk uit de jaren 1920-1930 van Douwe van der Zweep. Utrecht, 1975.)

- Biografisch Portaal: 94646350
- International Standard Name Identifier: 0000 0003 9239 5232
- RKD-Nederlands Instituut voor Kunstgeschiedenis: 86748
- Union List of Artist Names: 500183402
- Virtual International Authority File: 133599503
- WorldCat: E39PBJvMFgYGTrVY7VJGhTVV4q